# Electrum
ELECTRUM Journal of Ancient History – czasopismo publikowane od 1997 roku przez Zakład Historii Starożytnej Uniwersytetu Jagiellońskiego w Krakowie, jako zbiór dokumentów i opracowań. Od 2010 roku Electrum jest publikowane jako czasopismo w formie jednego monograficznego wydania rocznie.
Czasopismo publikuje prace naukowe z historii i kultury Grecji, Rzymu i Bliskiego Wschodu od początku pierwszego tysiąclecia p.n.e. do około 400 roku n.e. Teksty publikowane są w języku angielskim, niemieckim, francuskim i włoskim. Czasopismo publikuje również recenzje książek.